# Willian Giaretton
Willian Giaretton, född 26 september 1990, är en brasiliansk roddare.
Giaretton tävlade för Brasilien vid olympiska sommarspelen 2016 i Rio de Janeiro, där han tillsammans med Xavier Vela slutade på 14:e plats i lättvikts-dubbelsculler.